# 1402 Eri
Az 1402 Eri (ideiglenes jelöléssel 1936 OC) a Naprendszer kisbolygóövében található aszteroida. Karl Wilhelm Reinmuth fedezte fel 1936. július 16-án, Heidelbergben.